# Вишневский (Орловская область)
Вишневский — опустевший посёлок в Болховском районе Орловской области. Входит в Злынское сельское поселение. Население — 0 чел. (2010).

## География
Посёлок находится в северной части Орловской области, в лесостепной зоне, в пределах центральной части Среднерусской возвышенности. Расположен на берегу реки Нугрь.
Уличная сеть представлена одним объектом: Мошнинская улица.
Географическое положение: в 16 километрах от районного центра — города Болхов, в 38 километрах от областного центра — города Орёл и в 294 километрах от столицы — Москвы.
Часовой пояс
Посёлок Вишневский, как и вся Орловская область, находится в часовой зоне МСК (московское время). Смещение применяемого времени относительно UTC составляет +3:00.
Климат близок к умеренно-холодному, количество осадков является значительным, с осадками даже в засушливый месяц. Среднегодовая норма осадков — 627 мм. Среднегодовая температура воздуха в Болховском районе — 5,1 ° C.

## Население
| 2010 |
| ---- |
| 0    |

## Инфраструктура
Нет данных.